# Johann Joseph Gassner
Pour les articles homonymes, voir Gassner.
Johann Joseph Gassner, né le 22 août 1727 à Braz, près de Bludenz, mort en 1779 à Pondorf en Bavière, fut un exorciste autrichien célèbre.

## Biographie
Prêtre catholique à Klösterle dès 1758, il devient célèbre en affirmant pouvoir « expulser les démons » et soigner les malades par la seule prière. Il voyage alors en prétendant guérir par l'apposition des mains et au nom de Jésus-Christ mais plusieurs évêchés vont alors le proscrire, tels l'évêque de Constance et les archevêques de Prague et de Salzbourg.
En 1775 Franz Anton Mesmer est appelé à donner son avis à l'Académie des Sciences de Munich sur les pratiques de Gassner puis en 1777, Joseph II, par un rescrit impérial, le chasse de Ratisbonne.
D'après diverses sources, l'impératrice d'Autriche l'aurait consulté sur l'avenir de sa fille Marie-Antoinette et il aurait alors pâli et proclamé : « Madame, il est des croix pour toutes les épaules ».
Pour défendre sa doctrine, il publie Introduction pour combattre  le diable (1774).